# Indolestes linsleyi
Indolestes linsleyi – gatunek ważki z rodziny pałątkowatych (Lestidae).